# Estadi de Silèsia
L'Estadi de Silèsia (en polonès: Stadion Śląski, en silesià: Ślůnski Stadjůn) és un estadi de futbol a Katowice, Chorzów, Silèsia, Polònia.

## Història
Va decidir-se construir l'Estadi de Silèsia el 1950 amb el disseny encarregat a Julian Brzuchowski. Les obres varen trigar diversos anys però fou finalitzat el 1956 juntament amb l'Stadion Dziesięciolecia a Varsòvia. El 22 de juliol de 1956 es realitzà el primer esdeveniment inaugural, un partit amistós contra la selecció de la República Democràtica Alemanya en què guanyaren els alemanys 2-0. Més endavant s'hi feren diverses remodelacions com la il·luminació elèctrica, que fou instal·lada el 1959.
Al començament fou dissenyat per contenir 87.000 espectadors, i fins i tot l'assistència va arribar a ser en algunes ocasions de 90.000 i 100.000 assistents. El 18 de setembre del 1963, amb motiu d'un partit de la Lliga de Campions de la UEFA entre el Górnik Zabrze (Polònia) i el FK Austria Wien (Àustria), va obtenir-se la major assistència de la història de l'estadi amb aproximadament 120.000 espectadors. Tanmateix, avui dia és impossible que hi assisteixi tanta gent a causa de l'enfortiment de la seguretat internacional dels estadis, que força els dirigents a crear totes les places en seients reduint considerablement la capacitat d'aforament.